# 奧托·霍夫曼
奥托·霍夫曼（德語：Otto Hofmann，1896年3月16日—1982年12月31日）是纳粹时期的德国党卫队官员，也是党卫队人种与移居部总办公室的负责人。他参加了1942年1月的万湖会议，会上计划了针对犹太人问题的种族灭绝最终解决方案。1948年，霍夫曼在RuSHA审判中被判处25年监禁，并于1954年4月7日获释。

## 生活
霍夫曼出生于奧匈帝國蒂罗尔伯国的因斯布鲁克。霍夫曼是一位商人的儿子，1914年8月自愿参加第一次世界大战。1917年3月，晋升中尉。1917年6月，他被俄国人俘虏。然而霍夫曼逃脱了囚禁并返回了德国。霍夫曼完成了飞行员训练，然后于1919年被释放进入平民生活。在德国自由军团短暂服役后，他接受了葡萄酒销售员培训，并于1920年至1925年间活跃于葡萄酒批发领域。然后他开始了自己的葡萄酒代理生意。
1923年4月，霍夫曼加入纳粹党（編號：145,729），1931年4月加入党卫队（編號：7,646）。从1933年起，他全职担任党卫军军官。1933年3月29日，他参加大选失败。
1931年，海因里希·希姆莱和里夏德·沃尔特·达里创建了党卫队人种与移居部（RuSHA）。1939年，霍夫曼担任《生物学家》杂志的联合编辑。1940年7月至1943年4月任鲁沙军长。以此身份，他参与了波兰和苏联被占领领土的“德国化”。这涉及到在纳粹占领的东部领土上重新安置德国人，并将当地家庭驱逐出这些土地。
霍夫曼负责对占领区的人口进行官方种族测试，以进行种族选择。该办公室还负责将波兰儿童绑架到德国以及党卫军亲属的照顾。1942年1月20日，他出席了万湖会议，讨论所谓的“犹太人问题的最终解决方案”。1943年4月，霍夫曼被调往斯图加特，担任德国西南部（符腾堡-霍亨索伦、巴登-阿尔萨斯）的党卫军和警察领导人。

## 战后
战后，霍夫曼因担任种族和定居总办公室主任的行为于1948年3月在RuSHA审判中受到审判。他被指控犯有反人类罪和战争罪。1948年，霍夫曼被判处25年监禁，1951年减为15年。1954年4月7日，霍夫曼从兰茨贝格监狱获释。此后，他在符腾堡担任职员，直至1982年12月31日在巴特梅根特海姆去世